# ティエリー・コレイア
ティエリー・レンダル・コレイア（Thierry Rendall Correia, 1999年3月9日 - ）は、ポルトガル・リスボン県アマドーラ出身のプロサッカー選手。プリメーラ・ディビシオン・バレンシアCF所属。ポジションはDF。

## 来歴
2009年にスポルティング・クルーベ・デ・ポルトゥガルのユースアカデミーに入団。2018-19シーズンにトップチームに昇格。2018時11月29日のUEFAヨーロッパリーグのグループリーグ戦、カラバフFK戦でプロデビュー。同シーズンはプリメイラ・リーガで4試合に出場した。
2019年9月2日、バレンシアCFと5年契約を締結したことが発表された。

## 代表経歴
プロデビュー前の2015年から各ユース世代のポルトガル代表に招集され、2016年のUEFA U-17欧州選手権、更に2018年のUEFA U-19欧州選手権で優勝を経験した。